# 松林宏治
松林 宏治（まつばやし こうじ、1976年8月 - ）は、日本の実業家。株式会社共生エアテクノの代表取締役。臭気判定士の資格を持ち、テレビ・雑誌・新聞等で臭いに関するコメンテーターとしても活動する。

## 人物
愛知県名古屋市出身。1999年に南山大学経済学部（環境経済学専攻）卒業。
会社勤務を経て、2003年11月に消臭専門会社である有限会社共生エアテクノ（現在は株式会社）を設立。脱臭装置の設置、悪臭調査と対策提案・設計などを行っている。
テレビや新聞、雑誌などで臭いに関する対策やコメントを紹介。一部では「におい刑事（デカ）」の異名を取っている。